# 9. Międzynarodowy Festiwal Filmowy w Wenecji (1941)
9. Międzynarodowy Festiwal Filmowy w Wenecji odbył się w dniach 30 sierpnia – 14 września 1941 roku. 
Podobnie jak wszystkie cztery wojenne edycje festiwalu (1939–1942), również ta edycja została po wojnie uznana za niebyłą, gdyż pokazy odbywały się z dala od weneckiego Lido, a w filmach sztukę zdecydowanie zdominowała propaganda. W związku z tym pierwszy powojenny festiwal uznano oficjalnie w numeracji za 7. w kolejności.
Jury pod przewodnictwem założyciela imprezy Giuseppe Volpiego przyznało nagrodę główną festiwalu, Puchar Mussoliniego za najlepszy film zagraniczny, niemieckiemu obrazowi Wujaszek Krüger w reżyserii Hansa Steinhoffa. Za najlepszy film włoski uznano Żelazną koronę w reżyserii Alessandro Blasettiego.